# Concerto per Margherita
Concerto per Margherita è il quinto album del cantautore italiano Riccardo Cocciante, pubblicato nel 1976.
Con questo album, caratterizzato dagli arrangiamenti elettronici di Vangelis, e in particolare col singolo Margherita, Riccardo Cocciante ottiene un grandissimo successo di vendite ed aumenta notevolmente la sua popolarità.

## Tracce
1. Nonostante tutto (I parte) - 3:28
2. Margherita - 4:33
3. Sul bordo del fiume - 4:04
4. Inverno - 3:51
5. Primavera - 4:58
6. Violenza - 4:02
7. Ancora - 3:47
8. Quando si vuole bene - 3:48
9. Quando me ne andrò da qui - 3:26
10. Nonostante tutto (II parte) - 2:40

- I testi e le musiche sono di Marco Luberti e Riccardo Cocciante